# Idiasta pallida
Idiasta pallida är en stekelart som beskrevs av Papp 1994. Idiasta pallida ingår i släktet Idiasta och familjen bracksteklar. Inga underarter finns listade i Catalogue of Life.